# Axel Dahlberg

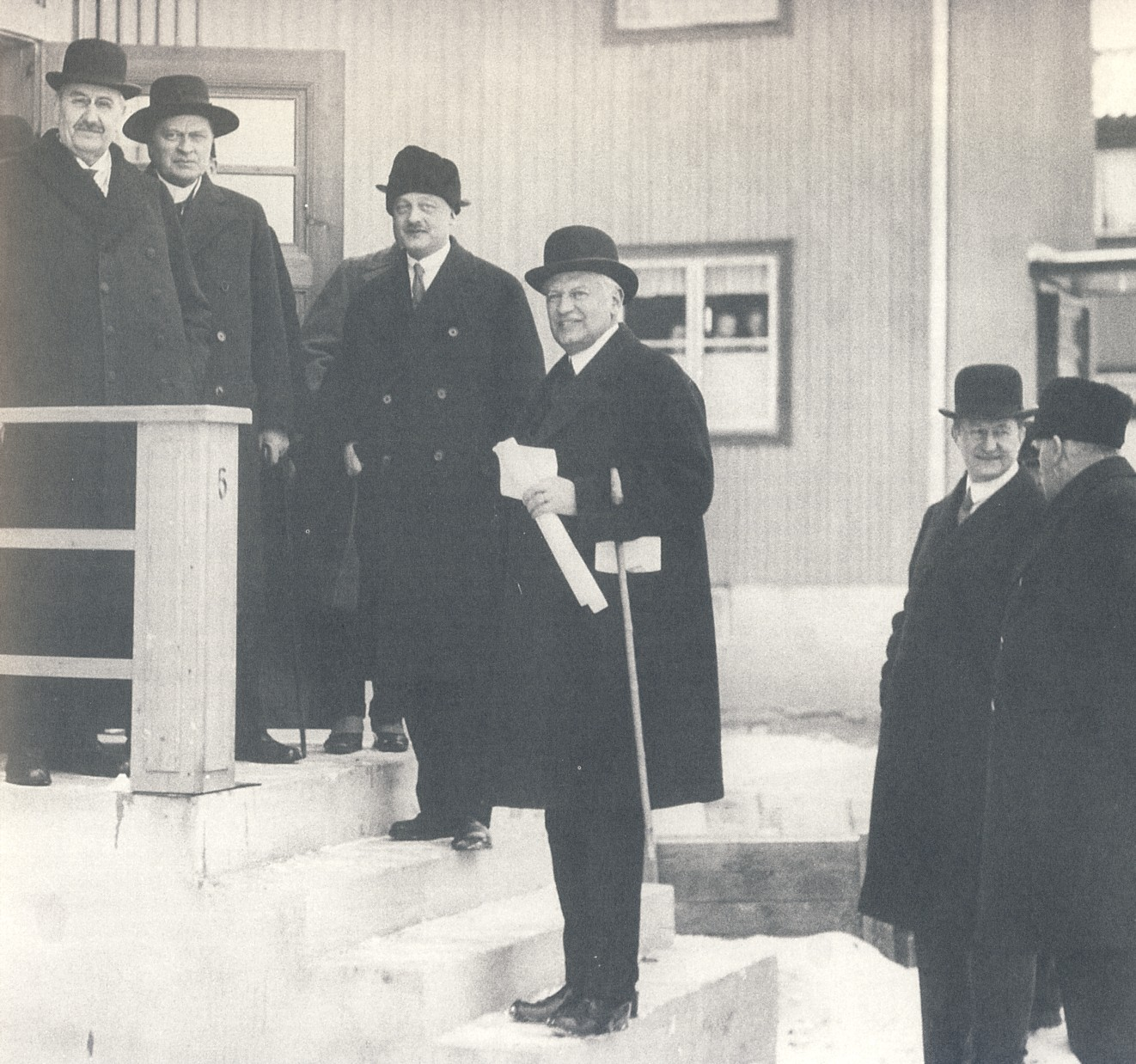
Axel Dahlberg (med ritningsrulle) visar Norra Ängby för statsministern C. G. Ekman 1932

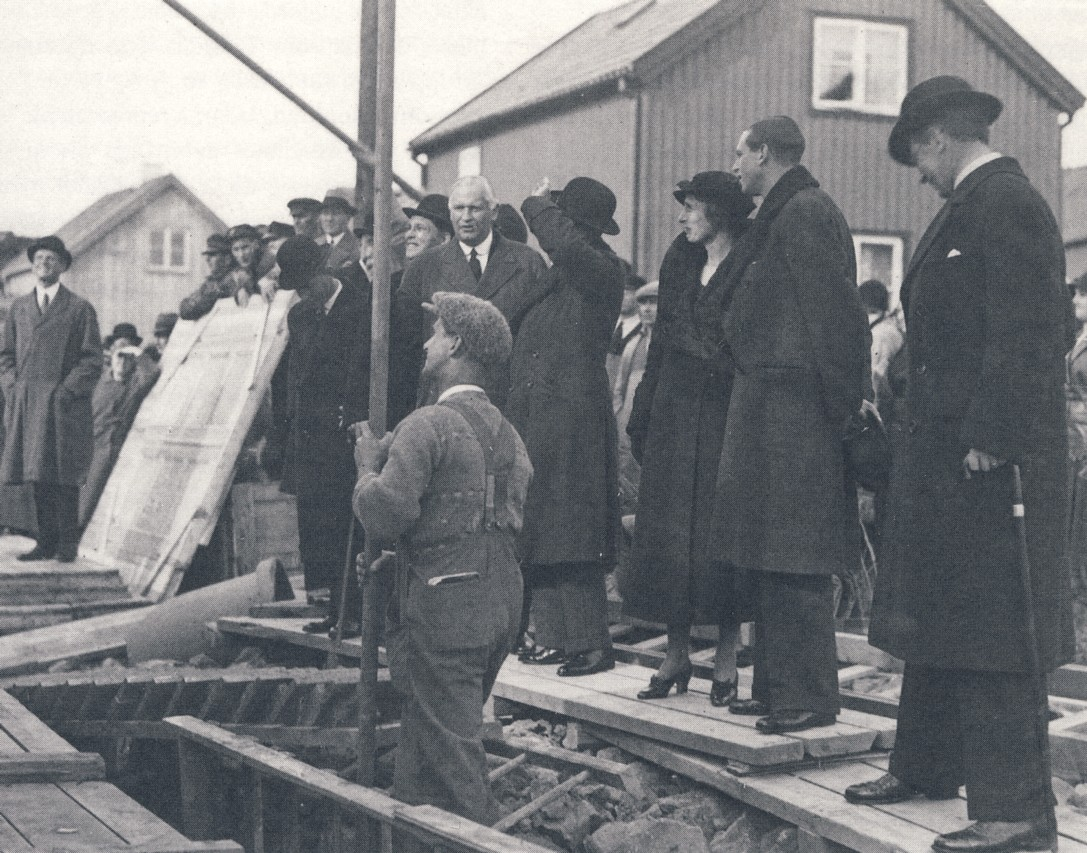
Axel Dahlberg (barhuvad i mitten) visar självbyggeri i Norra Ängby för prinsen av Wales och arvprins Gustaf Adolf (längs t.h. i bild), 1932

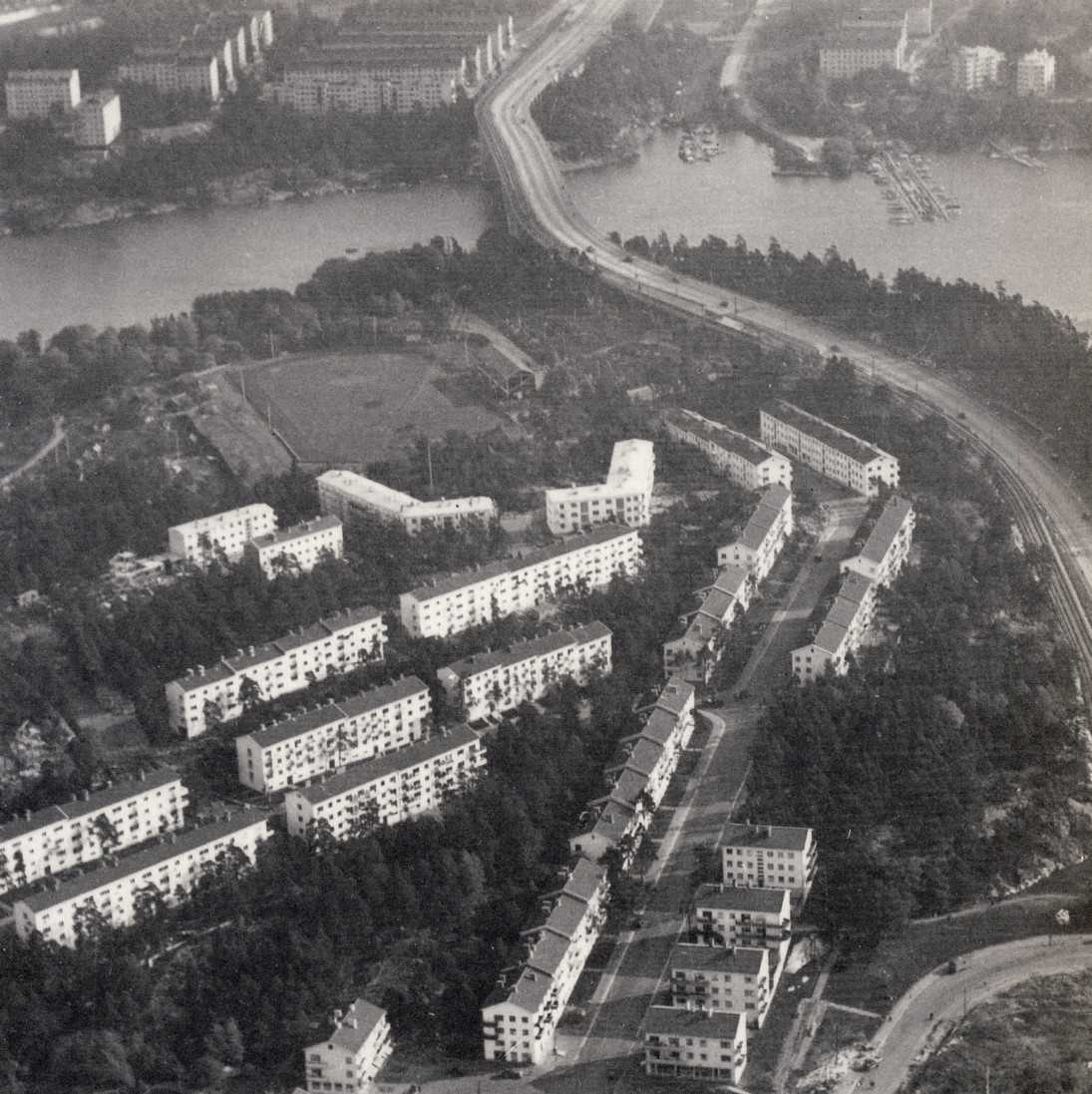
Traneberg 1935

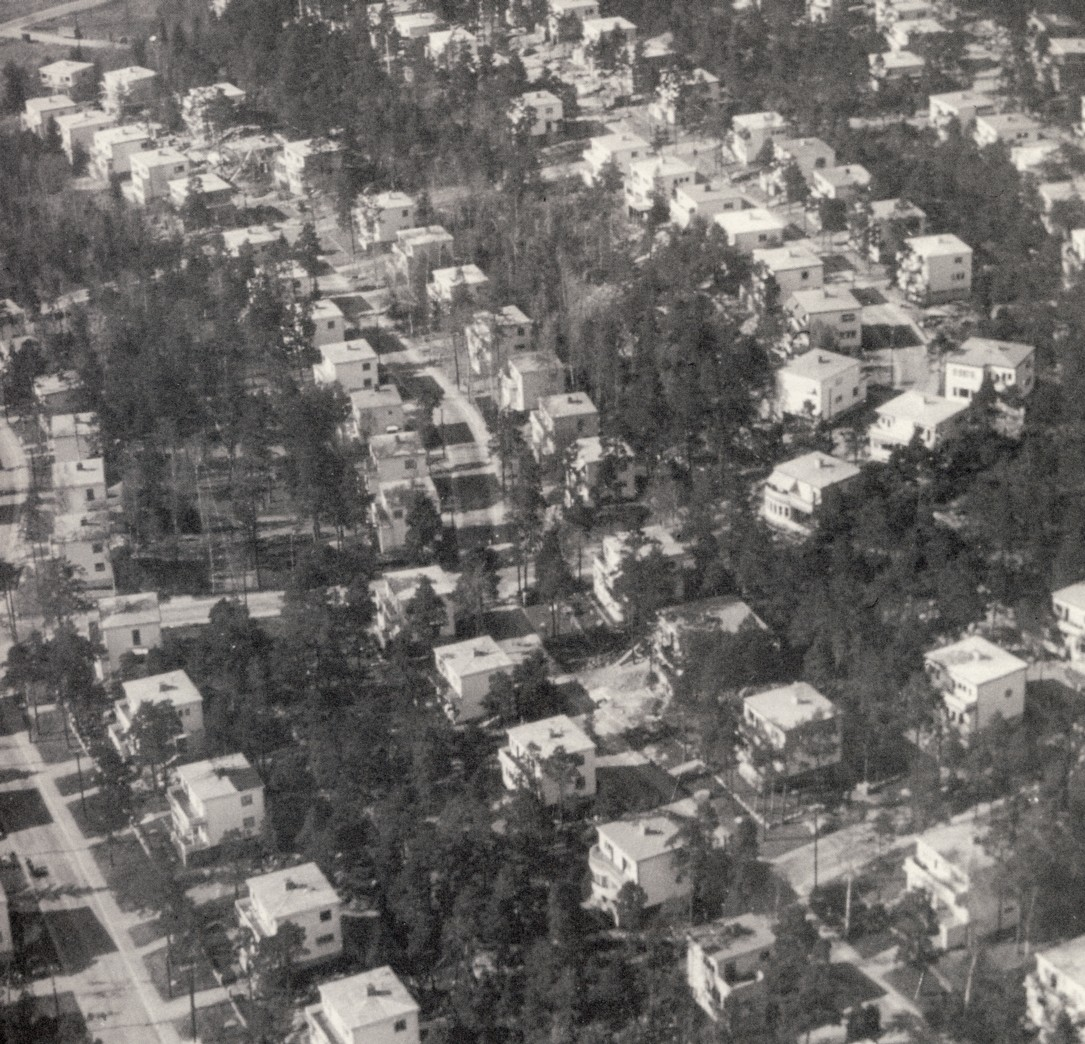
Södra Ängby 1938

Lars Axel Dahlberg, född 21 december 1882 Mariestad, död 18 november 1963, var stadsplaneingenjör och fastighetsdirektör i Stockholm under åren 1933 till 1945. Han räknas som drivande kraft bakom småhusbyggandet och uppförandet av smalhusen i Stockholms förorter under denna tid.

## Utbildning
Axel Dahlberg växte upp i Mariestad, där hans far var lanthandlare. Från höstterminen 1892 var han elev vid Mariestads högre allmänna läroverk och från höstterminen 1897 vid Skara högre allmänna läroverk. Den 10 juni 1902 avlade han studentexamen vid Skara högre allmänna läroverk. Den 12 september 1903 skrevs han in som elev vid Tekniska högskolan i Stockholm, där han avlade sin avgångsexamen den 30 april 1907. År 1907 blev han således civilingenjör vid Kungliga Tekniska Högskolans avdelning för väg- och vattenbyggnadskonst.
Efter sin civilingenjörsexamen anställdes han som biträdande ingenjör på stadsingenjörskontoret i Stockholm. Stadsingenjörskontoret var föregångare till Stadsbyggnadskontoret och ansvarade för den övergripande planeringen av staden, med bland annat tomtindelning och tomtmätning. Kontorets arkiv innehåller en mängd serier kartor och ritningar. I december 1907 blev han biträdande ingenjör hos lantegendomskommittén och i juni 1908 hos Stockholms stads lantegendomsnämnd. Lantegendomskommittén var en kommunal inrättning i Stockholm som grundades 1907, vars uppgift var att förvalta och bebygga de lantegendomar som Stockholms stad förvärvade utanför tullarna sedan 1904. Kommittén, som 1908 ombildades till Stockholms stads lantegendomsnämnd, hade stor betydelse för tillkomsten av Stockholms trädgårdsstäder. Lantegendomsnämnden efterträddes 1920 av Stockholms stads fastighetskontor.
Åren 1914-1918 var Axel Dahlberg tillförordnad stadsplaneingenjör hos Stockholms stads lantegendomsnämnd. Då lantegendomsnämnden 1918 uppgick i den nybildade fastighetsnämnden, som övertog förvaltningen av stadens samtliga egendomar, fick Dahlberg som chef för dess stadsplaneavdelning, sedan lantegendomsavdelning, fullfölja uppgiften. 1919 blev han tillförordnad stadsplaneingenjör i Stockholm. Året därefter, i januari 1920, blev han stadsplaneingenjör och chef för stadsplaneavdelningen. I januari 1923 blev han ingenjör och chef för lantegendomsavdelningen hos Fastighetsnämnden och från 1927 blev han förste ingenjör där. Åren 1916-1920 var Axel Dahlberg ledamot av styrelsen för Stockholms stads tjänstemäns dyrtidsförening och åren 1917-1922 var han ledamot av styrelsen för Stockholms stads tjänstemäns förening.
Redan 1923 var Dahlberg socialdemokraternas kandidat för posten till fastighetsdirektör, 1930 blev han tillförordnad Stockholms stads fastighetsdirektör och 1933 blev han ordinarie.

## Fastighetsdirektör i Stockholm
Axel Dahlberg var fastighetsdirektör i Stockholm under åren 1933 till 1945.

### Småhusskaparen
Det ekonomiska läget i början av 1930-talet var allvarligt. En lågkonjunktur hade drabbat västvärlden och miljoner människor gick utan arbete. Vintern 1932/33 var 200 000 människor arbetslösa i Sverige och särskild barnfamiljerna drabbades hård, en tredjedel av barnen beräknas varit undernärda vid denna tid. Födelsetalen sjönk kraftig och blev de lägsta i västvärlden. Trångboddheten i stenstadens hyreskaserner var enorm och bostadsstandarden undermålig. Av Stockholms innerstadslägenheter hade 1930 bara 34 % ett eget bad. Man var tvungen att göra något.
Axel Dahlberg var en ivrig förespråkare för utbyggnaden av småhus i Stockholms trädgårdsstäder. Han var klart influerad av 1930 års Stockholmsutställning med dess nya bostadsidéer och han hade ett tydligt bostadssocialt engagemang, “att tillskapa ändamålsenliga och billiga bostäder för dem inom samhället, som voro mest i behov därav” . Detta var helt i linje med Alva och Gunnar Myrdals debattbok "Kris i befolkningsfrågan" från 1934, där bland annat bättre bostäder föreslogs.
Hans idé var att bosättare genom eget arbete och med hjälp av förmånlig kommunal finansiering samt tekniskt bistånd genom fastighetskontoret skulle kunna skapa sig sina egna småhus. 1926 lyckades Dahlberg att övertala kommunens politiker att bifalla hans förslag och självbyggeri av 200 småhus i vardera Olovslund (i Bromma) och Pungpinan (i Skarpnäcks gård) kom igång på våren 1927 i Olovslund. Nyblivne chefen för Egnahemsbyrån, arkitekt Edvin Engström, ritade några typhusvarianter och Dahlberg ledde verksamheten som arbetschef. År 1922 byggde fastighetsdirektör Axel Dahlberg en villa på Bergviksvägen 37 i Smedslätten. Villan, som byggdes i trä, byggdes av honom själv med AB Träkol i Vansbro som entreprenör. AB Träkol var ett sågverk i Vansbro. Arkitekt till villan på Bergviksvägen var Thure Bergentz och huset var på 6 rum, 2 hallar, jungfrukammare och kök. Villans yta var cirka 110 kvadratmeter och tomtytan var 890 kvadratmeter. Axel Dahlbergs villa ingick i en grupp av 20 hus som byggdes av stadens tjänstemän i Smedslätten, och var det första storbygget av monteringsfärdiga hus, så kallade IBO-hus. IBO-husen från AB Industribostäder var bostadshus, som var prefabricerade och av standardiserade och monteringsfärdigt byggnadsmaterial. Även Forssjö Trävaru AB utanför Katrineholm tillverkade hus enligt det patenterade systemet, "System IBO". 1923 startade Forssjö Trävaru AB hustillverkningen och självbyggarföretaget visade sig också framgångsrikt. Systemet var konstruerat av ingenjörsfirman AB Industribostäder i Stockholm. IBO-systemet och Forssjö Trävaru AB visade bland annat hus och modeller på Göteborgsutställningen 1923.
Under Axel Dahlbergs ledning nådde trädgårdsstäderna en storartad utveckling, under hans senare år var utvecklingen främst koncentrerad till Bromma. I Äppelviken påbörjades byggnationen redan 1913 och senare tillkom en rad nya områden såsom bland annat Smedslätten, Ålsten och Nockeby. 1930 var i trädgårdsstäderna 4.528 tomter upplåtna, varav 4.260 tomter var bebyggda med enfamiljshus, och befolkningen där hade stigit till 30.000 personer.
Norra Ängby blev Stockholms största småhusområdet med 1.320 egna hem, byggda under åren 1930–1941. Dahlberg propagerade även för att “skrivbordsmänniskor” borde bli småhusägare, de borde inte avskräckas och han menade att “...ett småstugebygge är närmast en viljeakt /…/ att byggandet av ett hem under de former småstugebygget försiggår, är en familjs myndighetsgärning”. I Södra Ängby uppfördes under åren 1933–1939 drygt 500 villor för medelklassen dock bara några få som självbyggeri, resten byggdes “nyckelfärdiga” av byggmästare.

### Smalhusskaparen
Så småningom fick Axel Dahlberg kritik för sin alltför positiva inställning till trädgårdsstäderna. Förespråkare för flerfamiljshus som HSB:s grundare Sven Wallander och byggmästaren Olle Engkvist tyckte att “… vi här inne i stenöknen får betala för våra vänner i trädgårdsstadens idyll…”. 1932 tryckte Stockholms-Tidningen ett giftigt kåseri mot trädgårdsstäderna under rubriken “Kvarteret Lyckans Galoscher”.
Men redan 1931 företog Dahlberg en studieresa till bostadsutställningen i Berlin. Han kom hem med övertygelsen om att trevånings smalhus erbjöd de bästa och billigaste smålägenheter i flerfamiljshus av typ barnrikehus till rimliga hyror. För att kunna pressa hyreskostnaderna i barnrikehusen föreslog fastighetskontoret först att lägenheterna varken skulle utrustas med varmt vatten eller bad. Dahlberg menade att det var "socialt oriktigt att förorda badrum i bostäder som skulle bebos med hjälp av stöd från der allmänna". En livlig debatt utbröt i pressen, Dahlberg fick ge sig och alla hus utrustades med både bad och varmvatten, några fick dock inga balkonger. Efter dessa idéer byggdes sedan smalhusen och barnrikehusen i Hammarbyhöjden (1936–1939) och Traneberg (1934–1940).
Smalhusbyggandet bredde ut sig under ett par årtionden över hela landet, särskild i Stockholm. Nu fick Dahlberg kritik för att han bara hade “två sorters utsäde i sin såmaskin”, småstugor och smalhus. En karikatyr av Nils Melander från 1939 i Svenska Dagbladet visade Dahlberg som “Radsåningsmannen” som släpper ut långa rader med smalhus ur sin hästdragna såmaskin. Men kritiken var osaklig eftersom Dahlberg såg till att även villabyggandet fortsatte i oförändrad omfattning med betydande tomtanvisningar till så kallade tjänstemannavillor.

### Övrigt
Han var ledamot av Slussbyggnadskommittén (1930–1935) och Tunnelbanedelegerade (1940).